# Grodzisko, Gołdapski
Grodzisko [ɡrɔˈd͡ʑiskɔ] (tiếng Đức: Schloßberg, 1938-45: Heidenberg)  là một ngôi làng thuộc khu hành chính của Gmina Banie Mazurskie, thuộc huyện Gołdapski, Warmińsko-Mazurskie, ở phía bắc Ba Lan, gần biên giới với tỉnh Kaliningrad của Nga. Nó nằm khoảng 5 kilômét (3 mi)   phía nam Banie Mazurskie, 23 km (14 mi) về phía tây nam của Gołdap và 110 km (68 mi) về phía đông bắc của thủ đô khu vực Olsztyn.
Trước năm 1945, khu vực này là một phần của Đức (Đông Phổ).
Ngôi làng có dân số 250 người.